# It - Capitolo due
It - Capitolo due (It Chapter Two) è un film del 2019 diretto da Andy Muschietti.
Il film è la seconda parte dell'adattamento cinematografico dell'omonimo romanzo di Stephen King, nonché il sequel del film It (2017).

## Trama
Il film inizia con una delle scene finali del film precedente: dopo aver sconfitto It nelle fogne di Derry, Beverly informa i suoi amici Eddie, Bill, Mike, Stanley e Richie, i Perdenti, di aver avuto una visione mentre era in stato catatonico, nella quale ha visto tutti loro da adulti combattere nuovamente Pennywise. I Perdenti fanno così un patto di sangue: se tra 27 anni It sarà tornato, anche loro torneranno a Derry per finirlo una volta per tutte.
La scena si sposta al 2016, ventisette anni dopo la sconfitta iniziale di It. Alla fiera della città, un ragazzo di nome Adrian Mellon viene pestato e buttato giù da un ponte da un gruppo di psicopatici per la sua omosessualità. Mellon verrà poi brutalmente ucciso da un mostruoso clown davanti agli occhi del fidanzato, mentre un mare di palloncini rossi riempie il canale. Mike Hanlon, l'unico membro del Club dei Perdenti rimasto a Derry, venuto a conoscenza del fatto, capisce che Pennywise si è risvegliato e inizia a chiamare gli altri membri del Club dei Perdenti, Bill Denbrough, Ben Hanscom, Beverly Marsh, Richie Tozier, Eddie Kaspbrak e Stanley Uris, convocandoli per tenere fede alla promessa fatta nel 1989.
I Perdenti, ormai cresciuti, una volta andati via da Derry hanno intrapreso strade diverse: Bill è diventato un celebre scrittore dell'orrore e lavora alla sceneggiatura di un film con sua moglie Audra nel ruolo di protagonista, sebbene i suoi finali siano considerati terribili da tutti, compresa sua moglie; Richie è diventato uno stand-up comedian; Eddie è un assicuratore e si è sposato con una donna ipocondriaca e iperprotettiva molto simile a sua madre; Ben è notevolmente dimagrito e si è affermato come un architetto di caratura mondiale; Stan è un agiato uomo d'affari in procinto di andare in vacanza con la moglie e Beverly è diventata una nota stilista, si è inoltre sposata con Tom Rogan, un uomo impulsivo e violento come suo padre. Alla chiamata di Mike, i Perdenti rimangono scioccati ma nonostante l'agitazione e lo spavento, decidono di ritornare a Derry. L'unico a desistere è Stanley, il quale, incapace di riaffrontare vecchi ricordi e paure sopite, si suicida tagliandosi i polsi nella vasca da bagno. Beverly invece viene aggredita dal marito che, sospettando un tradimento, non vuole lasciarla andare ma la donna riesce a scappare.
Riunitisi presso il ristorante cinese di Derry, il gruppo recupera pian piano le memorie e il tempo perduti, mentre Mike spiega che, allontanatisi da Derry, la metaforica cicatrice che It ha lasciato su di loro ha fatto sì che i loro ricordi rimanessero intrappolati nella città. Quando il Club si domanda cosa sia successo a Stan, nei loro biscotti della fortuna trovano delle parole che formano la frase "Immagino che Stanley non ce l'abbia fatta". I restanti biscotti si aprono rivelando mostriciattoli e deformità che attaccano il gruppo ma che si rivelano una semplice illusione di It. Dopo aver chiesto conferma alla moglie di Stan della morte dell'amico, i Perdenti si ricordano finalmente di Pennywise, decidendo di andarsene il prima possibile.
Cercando di convincerlo a rimanere, Mike mostra a Bill un vaso trafugato a una tribù di nativi americani e gli somministra segretamente una sostanza psicotropa chiamata Maturin, permettendogli di vedere ciò che Mike stesso ha già visto: la tribù nativa ha già combattuto It, sconfiggendolo grazie al rituale di Chud ma riuscirono solo a far sì che si addormentasse, risvegliandosi ogni 27 anni. La visione rivela inoltre le origini cosmiche della creatura mutaforma e la sua vera essenza, i Pozzi Neri, tre sfere di luce fluttuanti capaci di rendere catatonici e portare alla follia e successivamente alla morte. I Pozzi Neri sono stati visti da una sola persona del Club, Beverly, che a causa di quell'esperienza ha dovuto sopportare per anni visioni e sogni della sua morte e di quella di tutti i Perdenti. Queste visioni rendono chiaro che se non sconfiggeranno It in questo ciclo di risveglio, non riusciranno a sopravvivere per molto tempo e finiranno i loro giorni come Stan. I Perdenti, pur controvoglia, restano e Mike dà istruzioni su come compiere il rito con cui i nativi cercarono di fermare It, consistente nel ritrovare i propri ricordi d'infanzia cercando dei pezzi del loro passato per poi bruciarli nel vaso nativo.
Per conto di Stanley, i Perdenti trovano la sua cuffia anti-ragni che usavano nel loro rifugio sotterraneo nei Barren. Poi ognuno cerca per proprio conto i suoi ricordi: Beverly recupera, nella sua vecchia casa, la poesia di Ben (che crede nuovamente essere stata scritta da Bill, non conoscendo l'identità del vero autore), venendo attaccata da It sotto forma di una vecchia megera. Bill recupera prima la sua bici Silver da un antiquario, poi recupera dalle mani dello stesso It, spacciatosi per Georgie, la sua barchetta di carta. Ben ha un orribile incontro con It trasformato in Beverly (rivivendo un ricordo scolastico) capisce così che l'oggetto del suo passato è la pagina dell'annuario che firmò solo la ragazza e che aveva con sé da quando ha lasciato Derry. Richie, ricordando di come fu preso in giro da Connor, il cugino del bullo Henry Bowers è attaccato da It nei panni della statua del fondatore. Successivamente recupera un gettone della sala giochi che era solito frequentare. Mike, tormentato dall'incendio in cui perirono i suoi genitori, recupera la pietra che Beverly lanciò a Henry e che scatenò una sassaiola, sancendo la nascita del Club dei Perdenti.
Nel frattempo Henry Bowers, arrestato 27 anni prima per l'omicidio del padre Oscar, evade dal manicomio grazie a It, nei panni del cadavere di Patrick Hockstetter, per concludere il suo lavoro: uccidere i Perdenti. Prima, tenta di uccidere Eddie, pugnalandolo alla guancia ma scappa dopo essere stato ferito da quest'ultimo; poi attacca Mike in biblioteca, ma viene ucciso dal sopraggiunto Richie. Intanto Bill prova a proteggere Dean, un bambino che ora abita nella sua ex casa, da un attacco di Pennywise alla fiera cittadina ma fallisce ed assiste impotente alla sua morte. Colmo di rabbia, si dirige alla casa abbandonata di Neibolt Street per distruggere l'entità da solo. Gli altri Perdenti lo raggiungono e, dopo essere stati attaccati dalla testa ragniforme di Stanley ed essere giunti nel punto più profondo delle fogne, dove cadde il meteorite da cui provenne It, incominciano il rito bruciando gli oggetti che hanno recuperato.
Il rituale fallisce quando It emerge sotto forma di un gigantesco Pennywise con le zampe animalesche e spinge Mike a rivelare che i nativi sono stati uccisi da It. I Perdenti vengono messi davanti alle loro paure: Bill si ritrova a dover affrontare la colpevolezza di aver lasciato morire Georgie; Beverly si ritrova in un bagno tormentata da bulli come Henry e maniaci come suo padre e sta per essere affogata nel sangue fuoriuscito da sotto la porta; Ben sta per essere risucchiato nel vortice del rifugio che aveva costruito nei Barren da ragazzo; Richie ed Eddie fronteggiano invece i vecchi trucchi di Pennywise con le tre porte. Tutti riescono a uscire indenni dagli attacchi di Pennywise: Bill riesce a far pace con se stesso e a superare il senso di colpa, Ben riesce a liberare sia sé stesso sia Beverly rivelando che era lui l'autore della poesia; anche Richie ed Eddie escono indenni dal gioco delle tre porte.
Intanto It attacca Mike: per distrarlo, Richie insulta It e viene da lui reso catatonico, ma viene salvato da Eddie, che scaglia contro Pennywise una lancia di ferro, mettendolo temporaneamente fuori gioco. Eddie, poco dopo, viene fatalmente trafitto dal mostro, che lo lancia con violenza contro una cavità. Eddie, indebolito e in punto di morte, rivela di aver quasi ucciso It alla farmacia, strozzandolo. Mike allora si ricorda della regola della natura che gli rivelarono i nativi: ogni essere vivente deve sottostare alle leggi della sua forma. I Perdenti cercano quindi di uccidere It allo stesso modo, rimpicciolendolo e strozzandolo, ma quando Pennywise capisce il loro piano, optano per renderlo emotivamente piccolo insultandolo e sminuendolo, in una sorta di battaglia tra le volontà dei Perdenti e quella della creatura. A nulla serve il tentativo di It di imporre la sua dominanza presentandosi come la Mangiatrice di Mondi e, diventato ormai piccolo e debole, il mostro viene ucciso dai Perdenti che gli strappano il cuore dal petto per poi spappolarlo tra le mani. La grotta e così anche la casa abbandonata, collassano, e per fuggire, il gruppo è costretto a lasciare sotto le macerie il cadavere di Eddie, nonostante le disperate proteste di Richie.
Ricordando il sacrificio di Eddie, i rimanenti Perdenti decidono di vivere le loro vite al massimo per onorarlo. Mentre finalmente lasciano la città, Mike si prepara ad andare in Florida, Beverly e Ben si fidanzano, Bill torna alla stesura del suo film e Richie, accettando il suo amore segreto per Eddie, ripassa le loro iniziali che aveva inciso da ragazzo sul ponte di Derry. Il film si conclude con un'ultima chiamata di Mike a Bill, in cui lo informa che tutti loro hanno ricevuto una lettera da Stan, in cui egli dichiara che il suo gesto suicida non è dovuto alla vigliaccheria ma perché a suo modo sapeva che sarebbe stato solo un peso per la coesione del gruppo nel loro tentativo di sconfiggere It, e gli augura che possano vivere la propria vita stando vicino alle persone più care, senza dimenticare mai la loro amicizia.

## Produzione

### Sviluppo
Il 16 febbraio 2016, il produttore Roy Lee, in un'intervista su Collider, ha menzionato un secondo film, sottolineando che "Dauberman ha scritto la bozza più recente lavorando con Muschietti, quindi viene immaginato come due film".
Il 19 luglio 2017, Muschietti ha rivelato il suo piano di avviare la produzione per il sequel di It la primavera seguente, aggiungendo: "Probabilmente avremo una sceneggiatura per la seconda parte a gennaio [2018]. Idealmente, incominceremmo a prepararci a marzo. La prima parte riguarda solo i bambini. La seconda parte riguarda questi personaggi 27 anni dopo da adulti, con flashback al 1989 quando erano bambini."
Il 21 luglio 2017, Muschietti ha detto di guardare avanti nel secondo film che non esiste nel primo, affermando "... sembra che lo faremo. È la seconda metà, e non un sequel. È la seconda metà ed è molto connessa alla prima." Muschietti ha confermato che si spera che due scene tratte dal primo film siano incluse nel secondo, una delle quali è l'incendio del Punto Nero.
Il 25 settembre 2017, la New Line Cinema ha annunciato che il sequel sarebbe stato distribuito il 6 settembre 2019, con Gary Dauberman e Jeffrey Jurgensen come autori della sceneggiatura e con Andy Muschietti che sarebbe tornato per dirigere il sequel.

### Cast
In un'intervista a luglio 2017, ai bambini attori del primo film è stato domandato quali attori avrebbero scelto come interpreti dei loro personaggi da adulti nel sequel. Sophia Lillis, che interpreta Beverly, ha scelto Jessica Chastain e Finn Wolfhard, che interpreta Richie, ha scelto Bill Hader, i quali vennero poi assunti entrambi per quei ruoli.
Nel settembre 2017, Muschietti e sua sorella hanno affermato che Chastain sarebbe stata la scelta migliore per interpretare la versione adulta di Beverly Marsh. Nel novembre 2017, la stessa Chastain ha espresso interesse per il progetto. Infine, a febbraio 2018, la Chastain si è unita ufficialmente al cast per interpretare il personaggio, facendo del film la sua seconda collaborazione con Muschietti dopo La madre. Ad aprile 2018, Hader e James McAvoy erano in trattative per unirsi al cast per interpretare rispettivamente le versioni adulte di Richie Tozier e Bill Denbrough. Nel maggio 2018, James Ransone, Andy Bean e Jay Ryan si sono uniti al cast per interpretare rispettivamente le versioni adulte di Eddie Kaspbrak, Stanley Uris e Ben Hanscom.
Nel giugno 2018, Isaiah Mustafa si è unito al cast per interpretare la versione adulta di Mike Hanlon. In seguito, Teach Grant è stato scelto per interpretare la versione adulta di Henry Bowers, precedentemente interpretato da Nicholas Hamilton nel primo film, e Jess Weixler si è unito al film per interpretare la moglie di Bill. Questo segna anche la seconda collaborazione tra McAvoy, Chastain, Hader, Weixler e Beinbrink dopo La scomparsa di Eleanor Rigby. A settembre 2018, è stato rivelato Javier Botet sarebbe apparso nel film in un ruolo sconosciuto.

#### Camei
Nel film partecipano con dei camei diversi attori e registi: Xavier Dolan e Will Beinbrink interpretano rispettivamente Adrian Mellon e Tom Rogan; Peter Bogdanovich interpreta sé stesso come il regista con cui lavora Bill; il regista Andrés Muschietti interpreta un cliente della farmacia di Derry, mentre lo scrittore Stephen King copre il ruolo del negoziante dell'antiquario dove Bill trova Silver. Un'altra guest star del film, tra i colleghi di lavoro di Ben, è Brandon Crane, che interpretò il giovane Ben nel primo adattamento del romanzo. Inoltre, anche se, a dispiacere dei fan, Tim Curry non compare, vengono fatti due riferimenti all'It della miniserie: nella casa degli specchi della fiera si possono vedere dei clown dondolanti di gomma che raffigurano lo stesso clown interpretato da Curry (una cosa simile era già avvenuta nel primo film, dove nella stanza dei pagliacci di Neibolt Street era presente un clown-manichino identico a Curry), l'altro riferimento avviene durante il ricordo di Ben, dove Pennywise lo insegue nelle vesti della sua fiamma (letteralmente in fiamme) dicendo "baciami, grassone", una frase enunciata dal Pennywise televisivo in una scena della miniserie originale al libro.

### Riprese
Le riprese del film sono incominciate il 19 giugno 2018, presso i Pinewood Toronto Studios e in location nei dintorni di Port Hope, Oshawa e Toronto, nell'Ontario, e sono terminate il 30 ottobre 2018. Le riprese esterne dell'hotel sono state girate presso l'Hotel Carlyle a Port Hope.

### Post-produzione
Gli effetti visivi sono stati forniti dalla Atomic Arts and Method Studios, supervisionati da Brooke Lyndon-Stanford, Justin Cornish, Josh Simmonds e Nicholas Brooks come supervisore della produzione con l'aiuto di Cubica, Lola VFX, Make VFX, Rodeo FX e Soho VFX. I giovani attori sono stati ringiovaniti digitalmente per adattarsi alle rispettive età durante le riprese del primo film.

## Colonna sonora
Musiche di Benjamin Wallfisch.
1. 27 Years Later – 2:06
2. Memory – 1:40
3. Come Home – 2:24
4. I Swear, Bill – 1:30
5. Beverly Escapes – 2:21
6. Henry Bowers – 1:21
7. Firefly – 3:09
8. Losers Reunited – 0:52
9. Echo – 1:44
10. Fortune Cookies – 2:11
11. You Knew – 1:49
12. The Library – 2:07
13. Shokopiwah – 3:29
14. The Barrens – 1:21
15. The Clubhouse – 3:48
16. Perfume – 2:36
17. Mrs. Kersh – 1:47
18. Miss Me, Richie? – 1:24
19. Dirty Little Secret (feat. Pennywise) – 1:21
20. Silver Bullet – 1:54
21. Why Georgie? – 3:45
22. Your Hair Is Winter Fire – 3:20
23. Eddie and the Leper – 1:50
24. Festival Pursuit – 1:06
25. Hall of Mirrors – 2:14
26. Bar Mitzvah – 1:36
27. Bowers Attack – 1:19
28. Back to Neibolt – 2:50
29. Home At Last – 1:29
30. It's Stan – 2:03
31. This Is Where It Happened – 2:03
32. The Place of It – 1:57
33. Artifacts – 3:10
34. The Ritual of Chüd – 2:04
35. Very Scary – 1:39
36. Scary – 1:31
37. Not Scary At All – 1:25
38. You Lied and I Died – 2:55
39. My Heart Burns There Too – 2:30
40. Spider Attack – 3:28
41. You're All Grown Up – 5:24
42. Neibolt Escape – 1:36
43. Nothing Lasts Forever – 4:18
44. Goodbye – 0:54
45. Stan's Letter – 4:18

Durata totale: 101:38

## Promozione
Il primo trailer del film viene diffuso il 9 maggio 2019, seguito subito dopo dalla versione italiana. L'8 luglio viene pubblicato il primo spot, mentre il 18 luglio viene diffuso un secondo trailer del film.

### Edizione unica
Durante un'intervista per la promozione del film, il regista Muschietti ha dichiarato di essere al lavoro su un'edizione unica che unisce il primo capitolo col secondo in un unico montaggio, con l'aggiunta di alcune scene eliminate o da girare ex novo.

## Distribuzione
La pellicola è stata distribuita nelle sale cinematografiche italiane a partire dal 5 settembre 2019 e in quelle statunitensi dal 6 settembre.

### Divieti
Negli Stati Uniti il film è stato vietato ai minori di 17 anni per la presenza di "contenuto violento disturbante, immagini sanguinolente e linguaggio pervasivo", mentre in Italia è stato vietato ai minori di 14 anni.

## Accoglienza

### Incassi
Con un guadagno di 10,5 milioni di dollari nelle anteprime del giovedì sera, It ha segnato il secondo incasso più alto in un'apertura nel mese di settembre e per il genere horror, dietro proprio al primo capitolo che incassò 13,5 milioni.
Il film ha incassato 211622525 $ di dollari nel Nord America e 261500000 $ nel resto del mondo, per un totale di 473123154 $.

### Critica
Sull'aggregatore Rotten Tomatoes il film riceve il 62% delle recensioni professionali positive, con un voto medio di 6,10 su 10 basato su 379 recensioni, mentre il giudizio generale dice: "Il secondo capitolo si rivela più grande ma non significa sempre più spaventoso per i sequel horror, ma un cast eccellente e un approccio fedele al materiale di base mantengono a galla questo seguito"; su Metacritic ottiene un punteggio di 58 su 100 basato su 52 recensioni. CinemaScore ha assegnato al film B+, come il primo film.
Richard Roeper, del Chicago Sun-Times, ha elogiato il design e il cast, ma indica che il film non è stato così spaventoso come il primo. Peter Debruge di Variety ha scritto che "il sequel è troppo lungo, ma opportunamente spaventoso".
Kylie Hemmert, critico di ComingSoon.net, posiziona il film al terzo posto tra i migliori del 2019.

## Riconoscimenti
- 2021 - Saturn Award[50][51]
  - Miglior attore non protagonista a Bill Hader
  - Candidatura per il miglior film horror
  - Candidatura per il miglior trucco a Shane Zander, Alec Gillis e Tom Woodruff Jr.
  - Candidatura per i miglior effetti speciali a Kristy Hollidge e Nicholas Brooks

## Prequel
Circa la possibilità di sequel e prequel, il regista Muschietti ha dichiarato:
(Andrés Muschietti)
L’idea di prequel si è poi concretizzata nella produzione di una serie tv, dal titolo originale It: Welcome to Derry, diretta ancora da Muschietti e con la presenza di Bill Skarsgård che riprende nuovamente il ruolo di Pennywise, la cui uscita è prevista per il 2025.